# Jules Bertin
Jules Bertin  fue un escultor francés, nacido el 1826 en Saint-Denis y fallecido el 1892 en París.

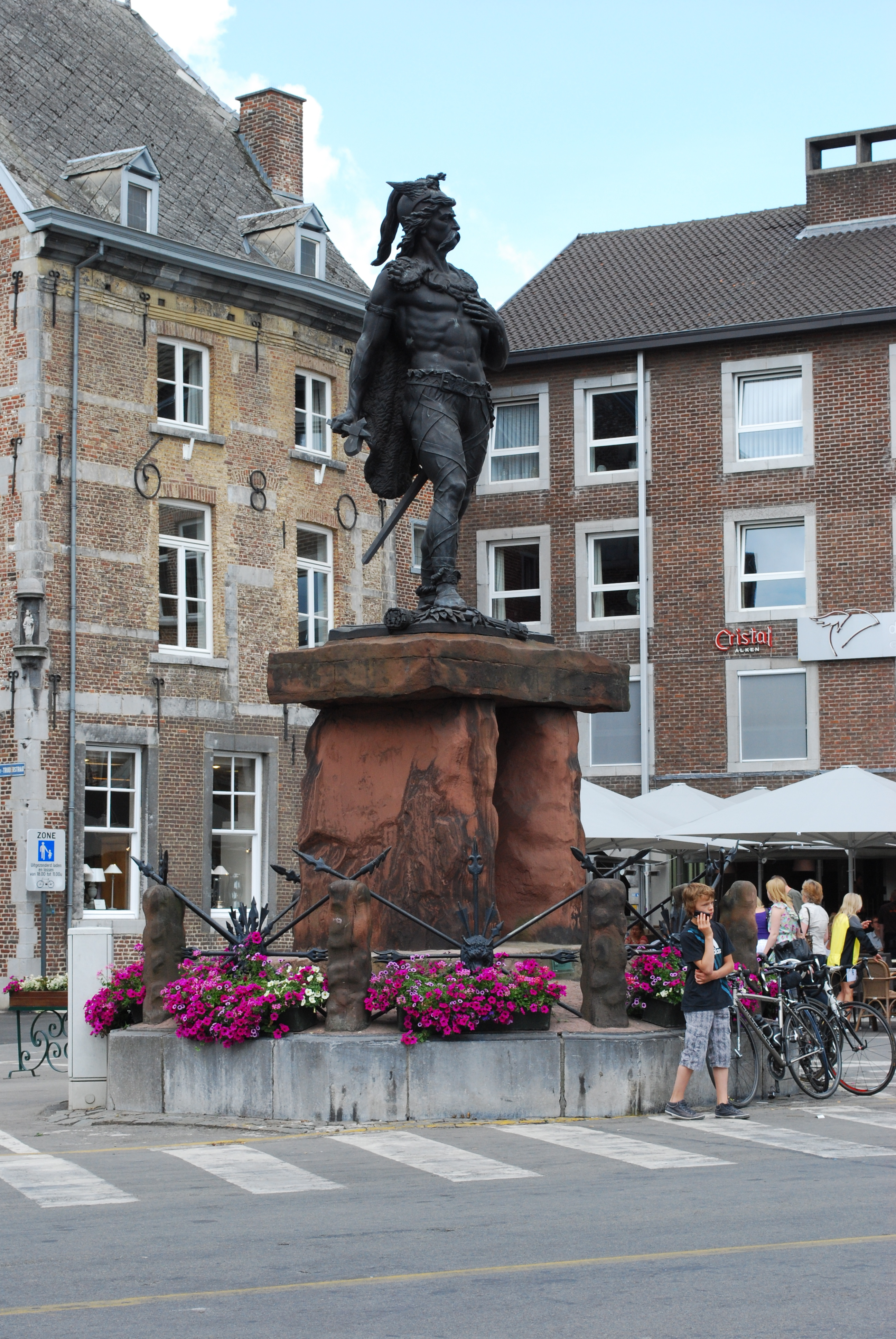
Monumento Ambiorix, en la Gran Plaza de Tongres

Formado en la Academia de Bellas Artes de Amberes (1842-1848), Jules Bertin estuvo activo en Lieja a mediados del siglo XIX, posteriormente en París a partir de 1870-1871.

## Obras
Entre las mejores y más conocidas obras de Jules Bertin  se incluyen las siguientes:
- 1865-1866 : estatua de Ambiorix, en la Grand Place, en Tongres. 50°46′50″N 5°27′47″E / 50.78056, 5.46306

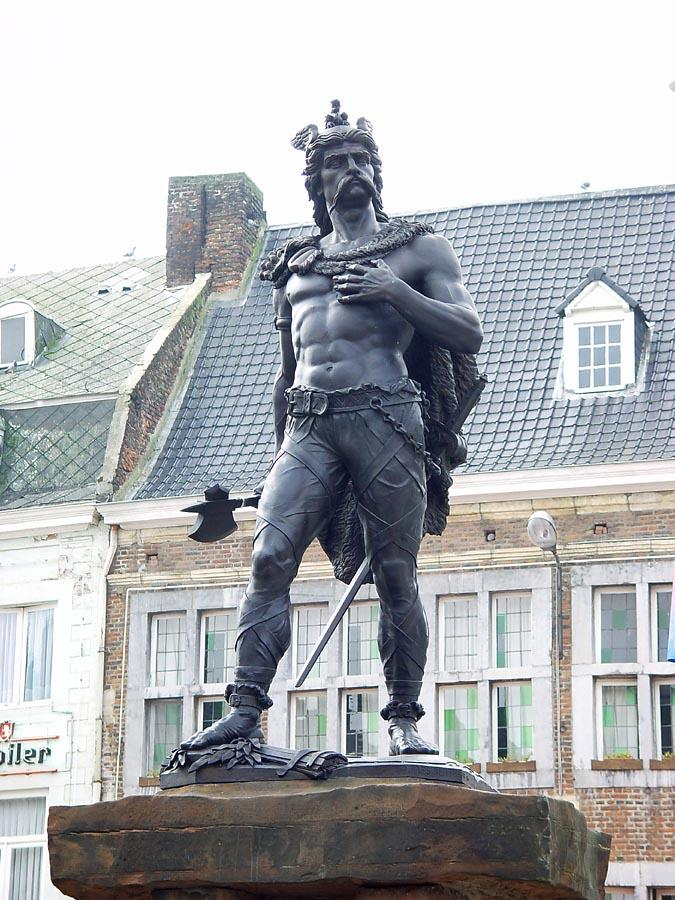
Estatua de Ambiorix, vista frontal
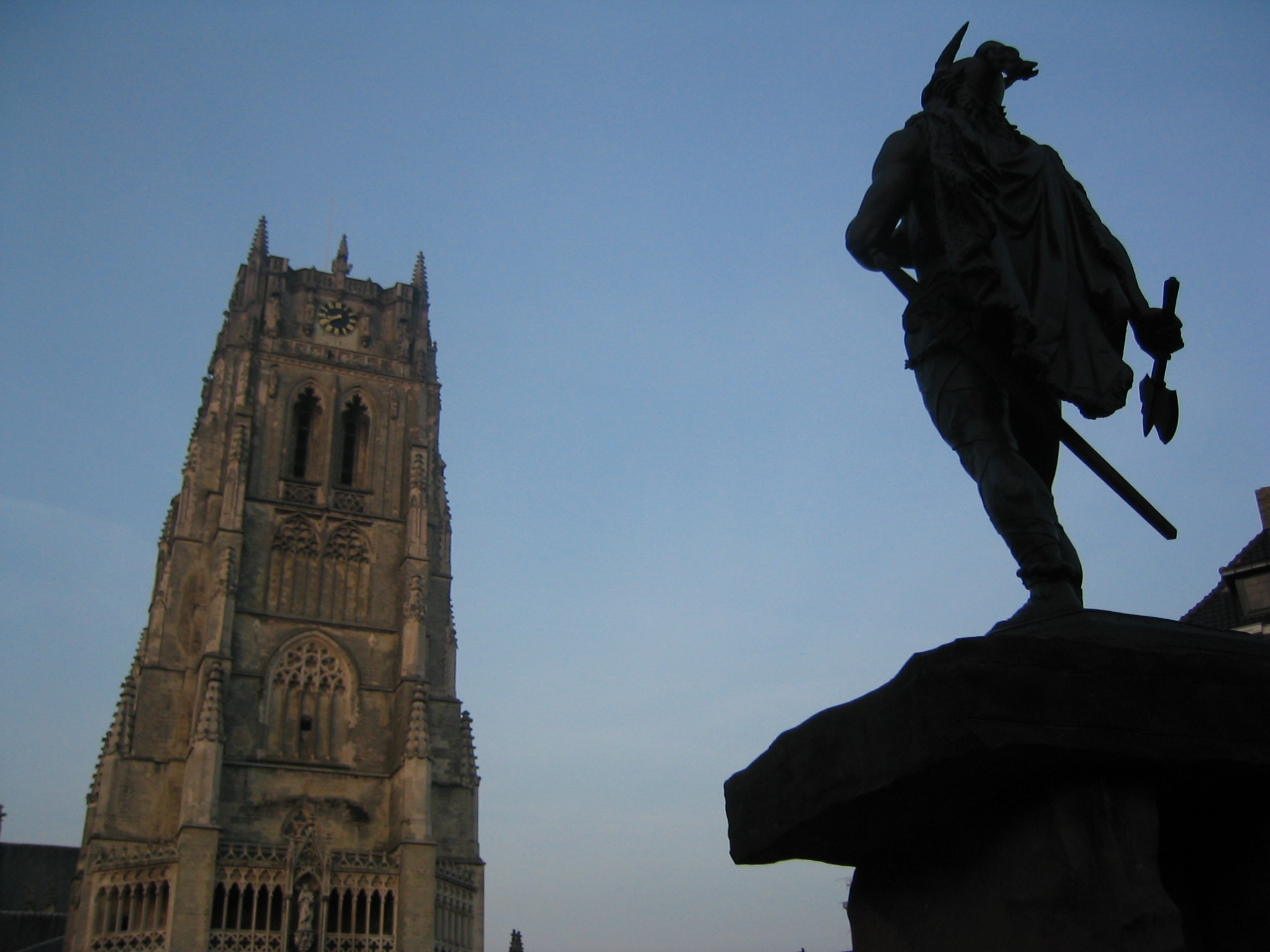
Silueta de la estatua de Ambiorix frente a la Catedral

- 1865-1866 : monumento funerario de Leopoldo I de Bélgica, en Laeken (participante).
- 1890 : estatua de Vercingétorix, en Saint-Denis (réplica de la estatua de Ambiorix en Tongres ; desaparecida durante la Segunda Guerra Mundial).[1]